# نادي شامبيري سافوا لكرة اليد
نادي شامبيري سافوا لكرة اليد (بالفرنسية: Chambéry Savoie Mont-Blanc Handball)‏ هو نادي كرة يد في فرنسا تأسس في سنة 1990. تبلغ سعة ملعبه 4500 متفرجا.